# Echinotriton chinhaiensis
Echinotriton chinhaiensis é uma espécie de anfíbio caudado pertencente à família Salamandridae. Endêmica da China.